# Подгужиці (Лодзинське воєводство)
Подгужиці (пол. Podgórzyce) — село в Польщі, у гміні Гура-Свентей-Малгожати Ленчицького повіту Лодзинського воєводства.
Населення — 269 осіб (2011).
У 1975-1998 роках село належало до Плоцького воєводства.

## Демографія
Демографічна структура станом на 31 березня 2011 року:
|          | Загалом | Допрацездатний вік | Працездатний вік | Постпрацездатний вік |
| -------- | ------- | ------------------ | ---------------- | -------------------- |
| Чоловіки | 124     | 22                 | 82               | 20                   |
| Жінки    | 145     | 30                 | 78               | 37                   |
| Разом    | 269     | 52                 | 160              | 57                   |